# 你們這些人
《你們這些人》（英語：You People）為2023年美國浪漫喜劇電影。由喬納·希爾、Lauren London、 大衛·杜考夫尼、妮雅·隆、茱莉亚·路易斯-德瑞弗斯以及艾迪·墨菲等主演。故事劇情圍繞在猶太人與黑人家庭的婚姻與家庭。
電影於2023年1月27日在Netflix上映。

## 演員與角色
- 喬納·希爾 飾演 艾斯拉(Ezra)，一位猶太家庭的35歲白人男子，因為到了適婚年齡，因此焦急於尋求真愛與婚姻。從事股票經紀人，以及與朋友共同製作播客。
- Lauren London 飾演 阿蜜拉(Amira)，一位穆斯林家庭的黑人女性，服裝設計師，與艾斯拉相戀。
- David Duchovny 飾演 阿諾(Arnold)，艾斯拉的父親。
- Nia Long as Fatima
- 茱莉亚·路易斯-德瑞弗斯 飾演 雪莉(Shelley)，艾斯拉的母親。
- Eddie Murphy as 阿克巴(Akbar)，阿蜜拉的父親，極度重視黑人的人權。
- Sam Jay 飾演 阿莫(Mo)，艾斯拉的黑人女性好友以及艾斯拉的播客主持人之一。
- Travis Bennett 飾演 歐瑪(Omar)，阿蜜拉的弟弟
- 莫莉·戈登 飾演 莉莎(Liza)，艾斯拉的妹妹。
- Deon Cole 飾演 德米崔(Demetrius)，阿蜜拉的表親，籌辦艾斯拉與阿蜜拉的婚禮的負責人之一。
- Andrea Savage 飾演 貝卡(Becca)，艾斯拉家的籌辦艾斯拉與阿蜜拉的婚禮負責人之一。
- Elliott Gould 飾演 Mr. Greenbaum
- Rhea Perlman 飾演 Bubby
- Mike Epps 飾演 伊傑伯父(Uncle EJ)，阿克巴的兄弟，阿蜜拉的伯父。
- La La Anthony 飾演 Shaela
- Yung Miami 飾演 Tiffany
- Khadijah Haqq 飾演 蕾內(Renee)
- Bryan Greenberg 飾演 Issac
- Jordan Firstman 飾演 Danny
- Andrew Schulz 飾演 Cousin Avi
- Matt Walsh 飾演 Don Wood
- Emily Arlook 飾演 金格拉斯曼(Kim Glassman)，艾斯拉的媽媽介紹的相親對象。
- Hal Linden 飾演 格林沃德(Mr. Greenwald)
- Winnie Holzman 飾演 格林沃德(Mrs. Greenwald)
- Richard Benjamin 飾演格林醫生(Dr. Green)，意圖性騷擾艾斯拉的醫生。
- Doug Hall 飾演 克里斯(Chris)，阿蜜拉的前男友。
- Anthony Anderson 飾演 barber #1
- Nelson Franklin 飾演 director
- Rob Huebel 飾演 producer
- Kym Whitley 飾演 Aunt Nadine
- Kenya Barris 飾演 飛機上坐在艾斯拉旁邊的人。
- Felipe Esparza 飾演 Zminski

## 外部連結
- 在Netflix上觀看《你們這些人》
- 互联网电影数据库（IMDb）上《你們這些人》的资料（英文）